# Mohamed Abdel-Shafy
Mohamed Abdel-Shafy (en árabe: محمد عبد الشافي‎) El Cairo, 1 de julio de 1985) es un futbolista egipcio que juega en la demarcación de delantero para el Zamalek SC de la Premier League de Egipto.

## Selección nacional
Hizo su debut con la selección de fútbol de Egipto el 29 de diciembre de 2009 hizo su debut con la en un encuentro amistoso contra Malaui que finalizó con un resultado de empate a uno tras los goles de Hosny Abd-Rabo para Egipto, y de Chiukepo Msowoya para Malaui. Además disputó la Copa Africana de Naciones 2010, en la que se proclamó campeón, y la Copa Africana de Naciones 2017, donde quedó subcampeón. El 13 de mayo de 2018 fue preseleccionado por el seleccionador Héctor Cúper para la prelista de Egipto que disputaría la Copa Mundial de Fútbol de 2018.

### Goles internacionales
| # | Fecha               | Estadio                                      | Oponente | Gol | Resultado | Competición                    |
| - | ------------------- | -------------------------------------------- | -------- | --- | --------- | ------------------------------ |
| 1 | 28 de enero de 2010 | Estádio Nacional de Ombaka, Benguela, Angola | Argelia  | 0-3 | 0-4       | Copa Africana de Naciones 2010 |

## Clubes
| Club                 | País           | Año         | Partidos | Goles |
| -------------------- | -------------- | ----------- | -------- | ----- |
| ENPPI Club           | Egipto         | 2003 - 2005 | 38       | 7     |
| Ghazl El-Mehalla     | Egipto         | 2005 - 2009 | 103      | 15    |
| Zamalek SC           | Egipto         | 2009 - 2014 | 149      | 10    |
| Al-Ahli Saudi FC     | Arabia Saudita | 2014 - 2017 | 88       | 0     |
| Al-Fateh SC (cedido) | Arabia Saudita | 2018        | 10       | 0     |
| Al-Ahli Saudi FC     | Arabia Saudita | 2018 - 2019 | 25       | 0     |
| Zamalek SC           | Egipto         | 2019 -      | 16       | 0     |

## Palmarés

### Campeonatos nacionales
| Título                               | Club             | País           | Año  |
| ------------------------------------ | ---------------- | -------------- | ---- |
| Copa de Egipto                       | Zamalek SC       | Egipto         | 2008 |
| Copa de Egipto                       | Zamalek SC       | Egipto         | 2013 |
| Copa de Egipto                       | Zamalek SC       | Egipto         | 2014 |
| Premier League de Egipto             | Zamalek SC       | Egipto         | 2015 |
| Copa del Príncipe de la Corona Saudí | Al-Ahli Saudi FC | Arabia Saudita | 2015 |
| Liga Profesional Saudí               | Al-Ahli Saudi FC | Arabia Saudita | 2016 |
| Copa del Rey de Campeones            | Al-Ahli Saudi FC | Arabia Saudita | 2016 |
| Supercopa de Arabia Saudita          | Al-Ahli Saudi FC | Arabia Saudita | 2016 |

### Campeonatos internacionales
| Título                    | Club                          | País   | Año  |
| ------------------------- | ----------------------------- | ------ | ---- |
| Copa Africana de Naciones | Selección de fútbol de Egipto | Egipto | 2010 |